# 馬爾科瓦 (伊凡諾-法蘭科夫斯克州)
48°40′57″N 24°25′37″E / 48.68250°N 24.42694°E
馬爾科瓦（烏克蘭語：Маркова），是烏克蘭西部的村莊，隸屬伊萬諾-弗蘭科夫斯克州的伊萬諾-弗蘭科夫斯克區。該村面積14平方公里，2001年人口3,010，人口密度每平方公里215人。